# Jesse Pinkman
Jesse Bruce Pinkman é um personagem fictício na série de televisão americana Breaking Bad. Foi criado por Vince Gilligan e é interpretado por Aaron Paul. Ele é um cozinheiro de metanfetamina de cristal e trabalha com seu ex-professor de química do ensino médio, Walter White (Bryan Cranston) em uma operação de metanfetamina. Jesse é o único personagem além de Walt a aparecer em cada episódio do show.
O personagem recebeu elogios tanto de críticos como de fãs. Paul também recebeu aclamação universal por sua atuação. Para o seu retrato, Paul ganhou o Prêmio Emmy Primetime por ator de apoio excepcional em uma série de dramas em 2010, 2012 e 2014 - o que o torna o único ator a ganhar a categoria três vezes, desde sua separação em drama e comédia. De volta, quando as categorias foram combinadas, Art Carney e Don Knotts ganharam três também, o que liga Paul para a maioria das vitórias na história do prêmio.
Jesse é bem conhecido por seu uso liberal das palavras " yo" e "bitch".

## Biografia
Jesse nasceu em 22 de outubro de 1984 em uma família de classe média alta em Albuquerque, no Novo México. No momento em que a série começa, ele tem sido distanciado de seus pais por causa de seu abuso de drogas e estilo de vida como traficante de drogas. Depois de ter sido forçado a deixar a residência de seus pais, Jesse mudou-se com sua tia Ginny, a quem ele se importou até sua morte por câncer. Posteriormente, ele foi autorizado a ficar em sua casa, cuja propriedade caiu para os pais de Jesse. Jesse era um estudante pobre no ensino médio que preferia sair com seus amigos e fumar maconha do que estudar. Walt, a quem Jesse quase sempre chama "Mr. White", era seu professor de química e falava com Jesse em sua classe. O próprio Walt depois diz que ele nunca pensou que Jesse seria muito, embora a mãe de Jesse lembra que Walt "deve ter visto algum potencial em Jesse, ele realmente tentou motivá-lo. Ele era um dos poucos professores que se importou.

## Produção
O criador da série, Vince Gilligan, originalmente pretendia que o personagem de Jesse Pinkman fosse morto no final da primeira temporada de Breaking Bad. Gilligan queria que Jesse morresse em um acordo de drogas mal sucedido, como um dispositivo de trama para flagelar o principal protagonista, Walter White, com culpa. No entanto, Gilligan disse no segundo episódio da temporada, que ficou tão impressionado com o personagem de Jesse e com o desempenho de Aaron Paul que "tornou-se bem claro no começo de que seria um enorme e colossal erro matar Jesse". Gilligan também gostou da química entre Paul e Bryan Cranston. Foi dito que o personagem se tornou o "centro moral defeituoso" para Walter White em épocas posteriores. Paul disse que inicialmente viu o personagem como "preto e branco", mas que ao longo do tempo tornou-se evidente que Jesse "tem um coração enorme, acabou de ficar mal". Paul sentiu que ele tinha um "bloqueio" sobre quem era o personagem quando fazia o episódio "Cancer Man", no qual a família de Jesse é apresentada. Paul também observou como depois dos pais de Jesse o rejeitaram, o personagem procura uma figura de pai em Walt e Mike. Os escritores lutaram com a questão de quanto tempo a inocência de Jesse sobreviveria à influência de Walt. Gilligan disse que a ingenuidade de Jesse faz dele um homem melhor que o Walt. Paul achou difícil jogar Jesse sóbrio na terceira temporada. Paul diz que "realmente me atirou para um loop. Era difícil pregá-lo. Eu não tinha ideia de onde eles estavam indo com esse personagem. Ele está tão entorpecido e cortado de tudo". Paul preparou-se passando um tempo em uma clínica de reabilitação, observando seus pacientes e entrevistando seu diretor. A estreia da quarta temporada, " Box Cutter ", mostrou Walt implorando com Gus para salvar Jesse, demonstrando a relação paterna de Walt com e fidelidade a Jesse. Walt diz a Gus que ele se recusa a continuar a cozinhar se Gus mata Jesse. Paul sentiu que este era "o primeiro momento em que Jesse percebe que a fidelidade de Walt é para Jesse". As cenas de festa na casa de Jesse em " Thirty-Eight Snub " e " Open House " foram criadas como uma maneira para Jesse lidar com sua culpa e auto-ódio depois de assassinar Gale Boetticher no final da terceira temporada, " Full Measure ". Gilligan disse que essas cenas foram escritas porque ele queria demonstrar que as ações dos personagens em Breaking Bad têm grandes conseqüências. Os escritores discutiram como Jesse reagiria para ter matado Gale, e eles escolheram o arco da história do partido, em parte, porque achavam que seria o mais inesperado para o público. Bryan Cranston diz dessas cenas: "Eu pensei que era uma ótima maneira de mostrar uma pessoa que atravessava um inferno privado. Que todos sofrem, lida com suas próprias perdas pessoais de muitas maneiras diferentes". As cenas do partido continuaram no próximo episódio, " Open House ", embora a festa fosse mais escura e mais decrépita neste episódio. Em "Open House", Jesse vai fazer o karting sozinho. A ideia foi inspirada por Paul e outros membros da equipe passando corridas de kart entre os episódios de filmagem. A ideia de Jesse ter sua cabeça raspada em " Bullet Points " também era de Paul, pois achava que era apropriado para a luta interior de Jesse. No script piloto original para Breaking Bad, o nome de Jesse era Marion Alan Dupree.

## Recepção
O desenvolvimento do personagem de Jesse recebeu aclamação da crítica. Alan Sepinwall notou uma mudança gradual das simpatias do público de Walt para Jesse, que receberam recepção mista na primeira temporada. Aaron Paul pensa que alguns dos principais episódios de resposta para este são "Peekaboo" e "ABQ". Em sua revisão para "Peekaboo", Erik Kain, de Forbes, escreveu que, à medida que Walt cresce cada vez menos simpático, Jesse está crescendo mais humano e complexo, como evidenciado pelo relacionamento dele com o filho negligenciado de dois toxicodependentes. Emma Rosenblum, da revista New York, escreveu que "Jesse começou como um" engano absurdo "com uma" marcha desafiadora "e a bravata de um gângster aspirante. Sua opinião mudou começando com" Peekaboo ". Gilligan disse que a decisão dos escritores de Escreveu que o episódio era entrar na mentalidade de Jesse. Emily Nussbaum, da New Yorker, observou que "Gilligan" girava os personagens de fundo para se destacar, onde eles podem absorver a simpatia que uma vez estendemos a Walt ". Os críticos achavam que " Blood Money " expandia o papel de Jesse como um contraste com a consciência moral de Walt e da série. Tim Goodman, do Hollywood Reporter, também notou o papel e o desenvolvimento do personagem de Jesse como um contraste com o de Walt. Alyssa Rosenberg, da ThinkProgress, contrasta com a crescente consciência moral de Jesse. Alan Sepinwall observou como "Down" mostrou o quão longe Jesse tinha caído: Jesse, uma vez que uma criança com uma vida suburbana normal, se torna traficante de drogas. Sepinwall notou como Jesse estava "preso", o que fez seu enredo paralelo ao arco de personagem de Walt. Sepinwall também elogiou o trabalho de Paul. Seth Amitin da IGN escreveu sobre o episódio: embora Jesse estivesse perto do fundo do rock, ele ainda não podia admitir ou aceitar seus problemas. Amitin chamou Jesse de "covarde em todos nós em situações difíceis". Amitin, no entanto, simpatizava com a dor de Jesse, a miséria e os sentimentos de falta de sentido, em parte por causa da "atuação fantástica" de Paul. Em sua revisão para "Breakage", Amitin escreveu que o episódio "rehumaniz [ed] Jesse". Ele observou que, embora Jesse esteja reconstruindo sua vida, ele não aprendeu com seus erros. O papel de Jesse em " Full Measure " obteve críticas positivas. Tim Goodman, da San Francisco Chronicle, chamou o episódio de "um ponto de exclamação na viagem torturada de Jessé". Entertainment Weekly chamou "Full Measure" um dos melhores episódios de Jesse, e notou que ele matou Gale custou a Jesse o último de sua inocência. Quentin B. Huff de PopMatters chamou a história de Jesse e uma "montanha-russa emocional animada por intenso sofrimento". Michael Arbeiter elogiou o desempenho de Paul em " Box Cutter ", chamando-o de "fenomenal", apesar de apenas falar qualquer diálogo no episódio. Seth Amitin, revendo para IGN, chamou o desempenho de Paul em " Problem Dog " como "o desempenho da série". Myles McNutt of Cultural Applings elogiou o desempenho de Paul no episódio, observando: "Jesse desce mais para um lugar do qual ele nunca escaparia". Robert Bianco, dos EUA, escreveu sobre o personagem em sua crítica para " Blood Money ": "O Jesse de Aaron Paul, a bússola moral, às vezes conquistada, tem que sair de uma sala para ficar nervosa, imaginando o que será Aconteceu quando ele retorna. Isso é uma homenagem aos escritores, obviamente, mas também é uma homenagem a Paul, que sempre parece estar à beira de implodir ou explodir - e pode mesmo ser capaz de retirar os dois ao mesmo tempo. "T assuma que ele não pode". Em uma entrevista com David Whitehouse de The Guardian, Paul observou a popularidade de seu personagem com os fãs de Breaking Bad : "É louco [o lado das pessoas com Jesse]. No começo, todos - incluindo eu - o vi como apenas um drogadicto, um garoto sem cérebro de sorta. Mas como cada episódio foi revelado a todos, isso mostrou exatamente o contrário. É incrível como Walt e Jesse são posições de negociação. Walt não tem mais moral e Jesse, que quer tentar ser bom, está aterrorizado com ele ". Robert Downs Schultz de PopMatters observa que, enquanto Jesse e Walt são ambos mentirosos assassinos, ladrões, homenques e traficantes de drogas cheios de egoísmo e desejo de respeito, apenas Jesse o sente. Enquanto ambos os personagens danificam a vida de seus entes queridos, somente Jesse é consumado pela culpa, remorso e auto-ódio. Schultz escreve que Jesse sabe que ele é uma pessoa má que nunca pode se arrepender corretamente pelos seus pecados. Uma vida de crime, no entanto, parece ser o único meio para que Jesse não seja um fracasso. Schultz discorda, dizendo que Jesse é simplesmente a "consciência do espetáculo, o centro moral, o coração", mas sim um caráter mais complexo. Alyssa Rosenberg, da ThinkProgress, considerou o relacionamento de Jesse e Walt "poderoso por causa de suas contradições ao invés de sua clareza". Walt é uma figura paterna para Jesse, mas um manipulador, "julgando, batendo as testa, perpetuamente desapontado", tornando seu relacionamento mais trágico do que qualquer outra coisa